# Idume deducta
Idume deducta är en insektsart som först beskrevs av Walker 1857.  Idume deducta ingår i släktet Idume och familjen Flatidae. Inga underarter finns listade i Catalogue of Life.